# The Ditty Bops

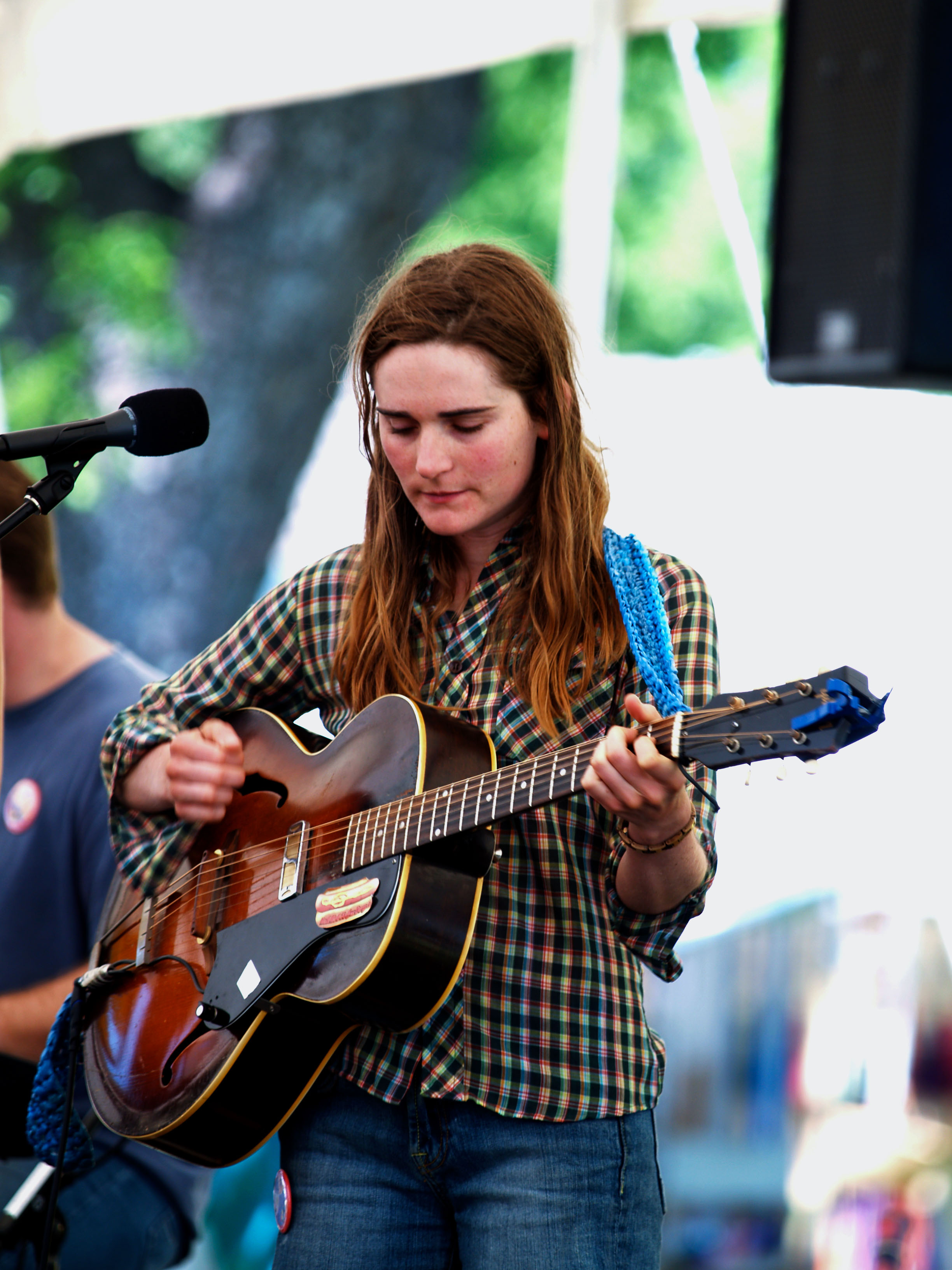
Abby DeWald

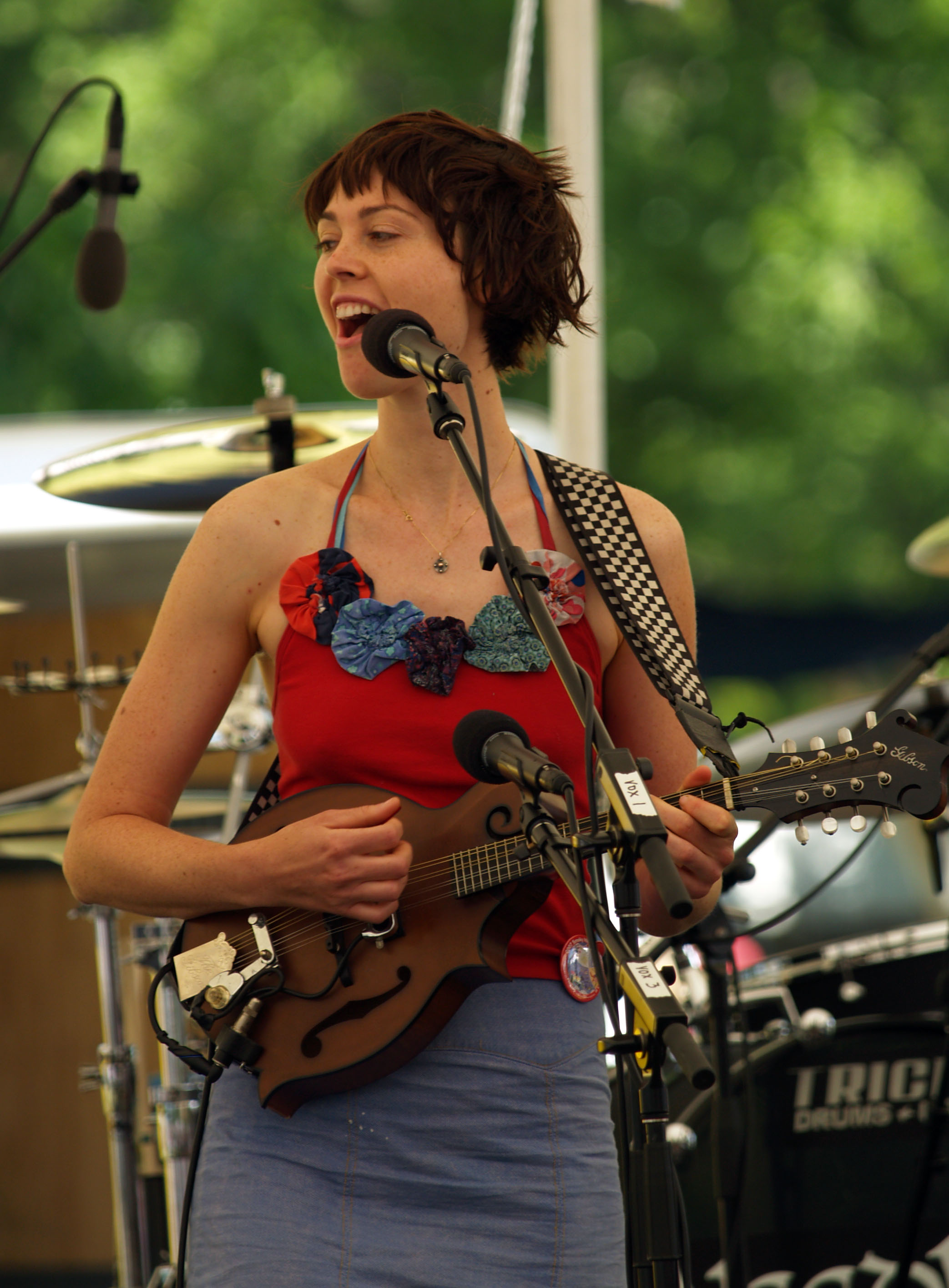
Amanda Barrett

The Ditty Bops sind eine kalifornische Band aus Los Angeles. Ihre Musik zeichnet sich aus durch eine Mischung aus Folk, Bluegrass, Jazz, Western Swing, Ragtime sowie Stilelementen aus dem Musical. Die Köpfe der Band sind Abby DeWald (Gesang und akustische Gitarre) und Amanda Barrett (Gesang, Mandoline und Dulcimer). Ihre oft im Retro-Stil arrangierten Lieder gefallen durch ausgeprägte Harmonien und spielfreudigen Stil und Tempo. Die Inhalte der Lieder sind unterschiedlich, einen Schwerpunkt bilden Umwelt-Themen.
Erste Aktivitäten der Band gab es im Jahr 1999, als sich Mitglieder der späteren Ditty Bops in New York City trafen. Der Zusammenschluss zur heutigen Band wurde erst Jahre später vollzogen.
Sechs ihrer Lieder wurden als Filmmusik in der äußerst erfolgreichen US-amerikanischen Serie Grey’s Anatomy ausgestrahlt. Ihr Lied There's a Girl erschien auf dem Serien-Soundtrack.
Die Vorstellung ihres zweiten Albums Moon Over the Freeway im Jahre 2006 wurde begleitet von einer mehrmonatigen Fahrradtour quer durch die USA von Los Angeles bis New York.

## Diskografie
- The Ditty Bops (CD) – Warner Bros. Records – 2004
- Moon Over The Freeway (CD) – Warner Bros. Records – 2006
- Pack Rat (EP) – Ditty Bops Music – 2008
- Summer Rains (CD) – Ditty Bops Music – 2008
- Songs for Steve (EP) – Ditty Bops Music – 2009
- Love Letters (CD) – Ditty Bops Music – 2011